# Porpax borneensis
Porpax borneensis là một loài thực vật có hoa trong họ Lan. Loài này được J.J.Wood & A.L.Lamb miêu tả khoa học đầu tiên năm 1993.